# Bog (album)
Bog je album sastava Pips, Chips & Videoclips.

## Pjesme
1. Vidaj (04:33)
2. Rosita Pedringo (03:31)
3. Motorcycle Boy (05:16)
4. Mars napada (05:19)
5. Narko (07:03)
6. . (0.47)
7. Jedan od nas (04:44)
8. Bolje (04:33)
9. Dan, Mrak (07:12)
10. Sao Paolo (05:41)
11. Adrenalin (01:23)
12. Nacionalni park (04:00)
13. Trener morskih pasa (06:09)
14. Bog (06:08)